# Xã Richwoods, Quận Miller, Missouri
Xã Richwoods (tiếng Anh: Richwoods Township) là một xã thuộc quận Miller, tiểu bang Missouri, Hoa Kỳ. Năm 2010, dân số của xã này là 3.243 người.